# Strana zelených Slovenska
Strana zelených Slovenska, zkratka SZS, byla v letech 2006–2022 mimoparlamentní politická strana na Slovensku, která vznikla odštěpením od Strany zelených.

## Historie
Strana zelených Slovenska byla zaregistrována na ministerstvu vnitra 21. srpna 2006 pod původním názvem Strana zelenej alternatívy. Současný název používá od 26. září 2006. Strana působí převážně v okolí Senice, kde získala v komunálních volbách do městského zastupitelstva Senica dva mandáty (kandidovala v koalici s SDKU). Na celostátní úrovni se strana účastnila pouze parlamentních voleb na Slovensku v roce 2016 a voleb do Evropského parlamentu na Slovensku 2019. Strana zanikla v lednu 2022.